# 구멍 (1998년 영화)
구멍(洞, The Hole)은 프랑스에서 제작된 차이밍량 감독의 1998년 영화이다. 이강생 등이 주연으로 출연하였다.

## 출연

### 주연
- 이강생
- 묘천
- 양귀매

## 제작진
- 프로듀서: 지미 황